# Mr. Big (album)
Albums de Mr. Big
Raw Like Sushi
(1990)
Mr. Big est le premier album studio du groupe de hard rock Mr. Big.

## Liste des titres
| No  | Titre                      | Durée |
| --- | -------------------------- | ----- |
| 1.  | Addicted to That Rush      | 4:46  |
| 2.  | Wind Me Up                 | 4:11  |
| 3.  | Merciless                  | 3:57  |
| 4.  | Had Enough                 | 4:57  |
| 5.  | Blame It on My Youth       | 4:14  |
| 6.  | Take a Walk                | 3:57  |
| 7.  | Big Love                   | 4:49  |
| 8.  | How Can You Do What You Do | 3:58  |
| 9.  | Anything for You           | 4:37  |
| 10. | Rock & Roll Over           | 3:50  |
| 11. | 30 Days in the Hole        | 4:12  |

## Membres et production
- Eric Martin – Chant
- Paul Gilbert – Guitare
- Billy Sheehan – Guitare basse
- Pat Torpey – Batterie
- Mixeur – Kevin Elson
- Ingénieur – Kevin Elson, Tom Size et Wally Buck

## Charts
Album - Billboard (États-Unis)
| Année | Chart             | Position |
| ----- | ----------------- | -------- |
| 1989  | The Billboard 200 | 46       |

Singles - Billboard (États-Unis)
| Année | Single                  | Position |
| ----- | ----------------------- | -------- |
| 1989  | "Addicted to That Rush" | 39       |